# Raon-sur-Plaine
Pour les articles homonymes, voir Raon.
Raon-sur-Plaine [ʁɑ̃ syʁ plɛn]  est une commune française située dans le département des Vosges en région Grand Est.
Ses habitants sont appelés les Raonnais.

## Géographie

### Localisation
Raon-sur-Plaine se trouve dans la vallée de Celles à 3 km à l'ouest d'un des points culminants du massif des Vosges gréseuses, le Donon (1 008 m). C'est le début d'une longue et étroite vallée alluviale adossée à un rebord de côte ou cuesta, parcourue par une rivière, la Plaine, qui suit un tracé en méandre encaissé, largement influencé par les multiples étangs, canaux ou rigoles des prairies ou autres biefs des installations hydrauliques ou de flottage, aménagés par les hommes au cours des millénaires.
Situé à une altitude de 430 m, ce petit village en rive gauche de la Plaine, traversé par la Goutte ou le rupt des Goudiots, paraît comme entouré de nombreuses collines massives : la Hazelle dont les hauteurs appartiennent à Luvigny, les hauts de la Charaille et la côte de l'Église en rive droite au-dessus de Raon-lès-Leau, la petite commune voisine, et surtout le majestueux dôme du Donon, avec la plate-forme du col du Donon, les Petit et Grand Donon, qui appartiennent ensemble à la vaste commune de Grandfontaine, à l'instar de toutes les hauteurs de la haute vallée de la Plaine.
La végétation est majoritairement constituée de conifères, résultat d'une sylviculture dirigée de manière séculaire, avec encore des hêtraies-sapinières, composées de sapins et de hêtres, autrefois climaciques ou adaptés au climat local, d'un froid glacial vers 1850. Une large place est laissée dorénavant à de nombreux feuillus, même si le chêne pédonculé, les bouleaux, les "aulnaies" des vallées ont toujours été présents.
Le climat est semi-continental, c'est-à-dire froid en hiver et chaud en été, et les précipitations relativement abondantes.
Le village
Le total de la superficie cadastrée de la commune est de 353 ha dont 300 recouverts de friches, de bois et de forêts soit plus de 85 % de la superficie totale
Le village est organisé autour de l'ancien axe routier de la vallée, la route départementale 392 menant au col du Donon et des chemins aujourd'hui secondaires des vallons, il apparaît approximativement en village-rue linéaire.
L'habitation paysanne était relativement groupée. L'origine de cette organisation défensive est classique dans une vallée étroite. Les activités agro-pastorales et forestières sont alors majeures, outre l'artisanat souvent associés aux forges de Framont. Ainsi les paysages anciens se lisent encore, à défaut de se retrouver sur les photographies, cartes postales ou cadastres anciens, les champs (cultures de la terre) facilement asséchés, les prés de fauche du finage plus humide et les fourrières excentrées, les prairies irriguées des vallons ou de la basse vallée où était régulé l'eau au printemps, cette dernière activité d'aménagement ayant favorisé un type de travail solidaire (curage des mère-royes, aménagement des rives et des biefs) et donc renforcé une forme d'habitat groupé en village le long de la vallée. Notons que les grosses fermes et les hameaux éparpillées en amont ont souvent disparu au cours du XIXe siècle, voire au XVIIe siècle.
On trouve à Raon-sur-Plaine une église du XIXe siècle, une épicerie, un relais-poste, une école primaire, deux cafés-restaurants, des gîtes, une aire de détente, des parcours pour les randonnées pédestres mais aussi pour le VTT et le ski de fond.

### Limites départementales et communales
La limite départementale des Vosges avec le Bas-Rhin, représenté par la commune de Granfontaine, représente le legs historique fort récent de l'ancienne frontière franco-prussienne, après l'annexion corrigée du Traité de Francfort. L'Alsace du diocèse de Strasbourg avait sa limite médiévale sur les crêtes au nord, le Petit Donon et la Côte de l'Engin aux espaces ouverts de hautes chaumes étaient les bornes de l'Alsace, le vieux chemin entre le col des deux Donons et le col de l'Engin la Sarre rouge marquait à l'ouest de ces deux bornes dénudées le début des forêts lorraines, la frontière empruntant ensuite le thalweg de la haute vallée de la Sarre rouge qui séparait l'Alsace à l'est de la Lorraine à l'ouest. Le Grand Donon, la borne lorraine, était une haute terre du comté de Salm, donc sur ces deux versants sous l'autorité des diocèses de Metz et de Toul, respectivement au temporel et au spirituel. L'encerclement par le territoire démesurément étendu de Grandfontaine au-dessus des Donons, des deux communes mutilées, Raon-sur-Plaine et Raon-lès-Leau, peut être perçue comme une anomalie ou un non-sens pour la vie des communautés agro-pastorales et forestières d'antan. Ici la logique est brutalement militaire, ce sont des hauteurs stratégiques pour la défensive ou l'attaque, comme le rappelle le paisible tilleul de Moltke, surmontant le versant des Portions au-dessus du haut vallon de la Plaine, un arbre baptisé ainsi en l'honneur du chef d'état-major de l'armée prussienne qui, malgré ses titres de gloire et son haut poste doré jusqu'en 1888, n'a jamais vu réalisé son projet de glacis et de fortification militaire.
Que reste-il de la Raon-sur-Plaine impériale sous Napoléon III ? Le versant occidentale du vallon des Gouttes s'élève à environ 550 mètres d'altitude, jusqu'au pré Le Kief avec une pointe à 528 mètres d'altitude. En fond de vallon, des parcelles de prairies possédées par les fermes des hauteurs devenues allemandes forme une limite complexe. Le versant orientale remonte légèrement au-delà de la confluence entre le ruisseau de la Crache et le ruisseau des Gouttes. La totalité du fonds de ce vallon secondaire dit autrefois la Goutte Guyot, avec au sud du ruisseau, les prés des Masson, et une étroite bande du vallon des Masson jusqu'à 580 mètres d'altitude, reste à la commune, il monte par le bois de Glacimont, occupe l'ancien domaine de Glacimont et atteint même le replat des Oberlés, où se situe la ferme des Abrayes et un appendice montant vers la Haute Abraye, à presque 748 mètres d'altitude.
Au-dessus de la Brûlée ou des Portions, la limite départementale est linéaire et coupe les parcelles sans tenir compte des lignes de niveaux. Non sans zigzaguer, elle redescend vite vers le chemin de la scierie et la rivière Plaine, à un peu plus de 2 km à vol d'oiseau du village. La commune a gardé moins du tiers du grand versant ombré sous le plateau des Donons et en face du versant au soleil de Saint-Pierre.
Les autres limites communales s'inscrivent en reliques dans une histoire plus longue des communautés et de leurs seigneurs temporels ou spirituels. La rivière Plaine découpe de manière asymétrique les deux Raons spoliées, la rivière est une limite pratique et ancienne entre communautés, du moins voulues par les princes, comme le stipule la convention de décembre 1751 séparant les terres lorraines et française du comté de Salm des terres impériales des princes de Salm-Salm. La commune de Luvigny au sud-est garde l'avant-massif de la Hazelle, mais laisse à Raon les anciennes prairies, celles du Pransieux, et les anciens champs, nommés Les Grands Champs, parfois montés en terrasses au dessus de la route, jusqu'à hauteur de la Basse Broquotte et du Rond Pré, en face du hameau du Trupt, étendant une limite aqueuse d'environ 450 mètres avec Bionville en rive droite de la Plaine.
|           | Raon-lès-Leau                                |               |
| Bionville | Raon-sur-Plaine                              | Grandfontaine |
| Luvigny   | Ancien Glacis militaire prussien (1871-1884) | après 1884    |

### Géologie et relief
L'essentiel du village de Raon-sur-Plaine est bâti sur les rhyolites permiennes. Ce sont des formations volcaniques incluses dans les grès rouges du permien. Ces couches rouges sont présentes de part et d'autre du vallon des Gouttes, elles voisinent au sud et à l'est avec les terrains de transition du dévonien supérieur, plus anciens et typiques du Val de Bruche, insérés toutefois dans le même socle permien. Au-dessus des couches permiennes, s'observent les grès vosgiens, vers 480 mètres d'altitude en pointe nord de l'avant massif de la Hazelle, vers 510-520 mètres d'altitude avant le décalage du premier col de la Hazelle qui porte la limite d'altitude à presque 560 mètres d'altitude. Ce décalage s'explique par une faille qui limite plus à l'est, des secteurs de roches basiques au nord de zones de kératophyres, zones isolées typiques du massif de Schirmeck-Moyenmoutier qu'on peut retrouver sur le col du Donon ou au voisinage de sa plate-forme ou de Glacimont. Les grès triasiques s'observent pour les mêmes raisons vers 600 mètres d'altitude au niveau de l'avant-massif de la Hazelle, et à partir de 650 mètres d'altitude au niveau du point culminant de la Hazelle. Ces deux formations gréseuses forment de la même manière en coupe, les chapeaux sommitaux du grand Donon et du petit Donon, ou encore les prolongements du massif d'Hazelle vers le Haut de Fêtes ou ceux perpendiculaires de la Tête d'Asson vers La Corbeille.
Le vallon des Gouttes au niveau du village et de la route départementale se caractérise par une distance de plus de 120 mètres de formation alluviales qui reposent sur ce socle permien à base de rhyolites.

### Hydrographie et les eaux souterraines
Hydrogéologie et climatologie : Système d’information pour la gestion des eaux souterraines du bassin Rhin-Meuse :
Territoire communal : Occupation du sol (Corinne Land Cover); Cours d'eau (BD Carthage),
Géologie : Carte géologique; Coupes géologiques et techniques,
 Hydrogéologie : Masses d'eau souterraine; BD Lisa; Cartes piézométriques.
La commune est située dans le bassin versant du Rhin au sein du bassin Rhin-Meuse. La rivière Plaine reçoit en rive droite le ruisseau Basse de Requival venant de Raon-Lès-Leau et en rive gauche le ruisseau des Gouttes qui draine le vallon méridionale où s'épanouit le village,. Le ruisseau des Gouttes est un hydronyme fluctuant, il se nomme successivement et parfois simultanément du XVIe siècle au XXe siècle, au singulier goutte Guyot (du nom ou qualificatif d'une scierie proche de La Plaine au XVIe siècle), goutte du chemin Ferry ou goutte Ferry au temps de François de Vaudémont par abréviation abusive du chemin de la goutte Ferry, Goudiot ou Gaudiot et surtout au pluriel pour la partie basse, ruisseau des Ardoisières, les gouttes ou ruisseau des Gouttes, les Gaudiots ou ruisseau des Gaudiots par les Ponts et Chaussées ou le cartographe Adolphe Garnier à la Belle Epoque, voire les Goudiots dans les années cinquante ou pour l'IGN des années 1990. Quant à savoir où ce ruisseau prend sa source, cela varie. Par exemple, les Gaudiots viennent de la cascade de la Crache en crue selon Adolphe Garnier, de même les Goudiots. Par contre, le ruisseau des Gouttes se confond souvent avec le rupt coulant sous Glacimont.
Autrefois, avant l'annexion, le vallon saint Pierre où coulait les "eaux blanches" de la Plaine recevait le rupt du col du Donon, et plus en amont, avant la butte du "Cheval crevé", les trois gouttes du Haut Donon.
La Plaine, d'une longueur totale de 34,3 km, prend, depuis l'annexion en 1871 des principales hauteurs de la commune, sa source dans la commune de Grandfontaine et se jette dans la Meurthe à Raon-l'Étape, après avoir traversé onze communes.

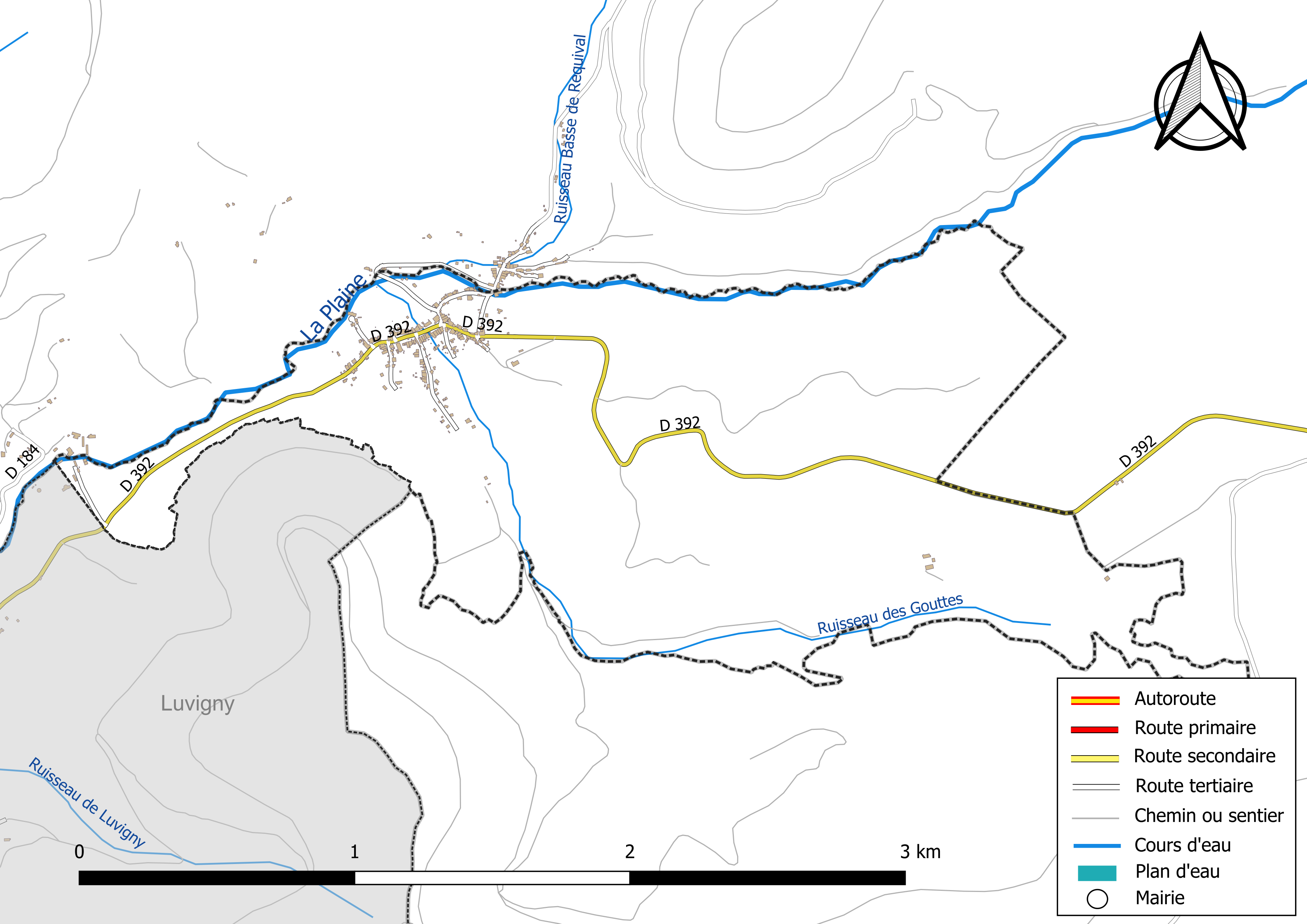
Réseaux hydrographique et routier de Raon-sur-Plaine.

La qualité des eaux de baignade et des cours d’eau peut être consultée sur un site dédié géré par les agences de l’eau et l’Agence française pour la biodiversité.

### Climat
Pour des articles plus généraux, voir Climat du Grand Est et Climat des Vosges.
En 2010, le climat de la commune est de type climat de montagne, selon une étude du Centre national de la recherche scientifique s'appuyant sur une série de données couvrant la période 1971-2000. En 2020, Météo-France publie une typologie des climats de la France métropolitaine dans laquelle la commune est exposée à un climat semi-continental et est dans la région climatique Vosges, caractérisée par une pluviométrie très élevée (1 500 à 2 000 mm/an) en toutes saisons et un hiver rude (moins de 1 °C).
Pour la période 1971-2000, la température annuelle moyenne est de 9,4 °C, avec une amplitude thermique annuelle de 16,7 °C. Le cumul annuel moyen de précipitations est de 1 153 mm, avec 12,9 jours de précipitations en janvier et 10,8 jours en juillet. Pour la période 1991-2020, la température moyenne annuelle observée sur la station météorologique de Météo-France la plus proche, « Badonviller », sur la commune de Badonviller à 15 km à vol d'oiseau, est de 10,2 °C et le cumul annuel moyen de précipitations est de 1 066,3 mm. 
La température maximale relevée sur cette station est de 39,1 °C, atteinte le 4 août 2022 ; la température minimale est de −22 °C, atteinte le 14 janvier 1960,,.
Les paramètres climatiques de la commune ont été estimés pour le milieu du siècle (2041-2070) selon différents scénarios d'émission de gaz à effet de serre à partir des nouvelles projections climatiques de référence DRIAS-2020. Ils sont consultables sur un site dédié publié par Météo-France en novembre 2022.

## Urbanisme

### Typologie
Au 1er janvier 2024, Raon-sur-Plaine est catégorisée commune rurale à habitat dispersé, selon la nouvelle grille communale de densité à sept niveaux définie par l'Insee en 2022.
Elle est située hors unité urbaine et hors attraction des villes,.

### Occupation des sols
L'occupation des sols de la commune, telle qu'elle ressort de la base de données européenne d’occupation biophysique des sols Corine Land Cover (CLC), est marquée par l'importance des forêts et milieux semi-naturels (94,7 % en 2018), une proportion identique à celle de 1990 (94,7 %). La répartition détaillée en 2018 est la suivante :
forêts (66,3 %), milieux à végétation arbustive et/ou herbacée (28,5 %), zones urbanisées (5,3 %). L'évolution de l’occupation des sols de la commune et de ses infrastructures peut être observée sur les différentes représentations cartographiques du territoire : la carte de Cassini (XVIIIe siècle), la carte d'état-major (1820-1866) et les cartes ou photos aériennes de l'IGN pour la période actuelle (1950 à aujourd'hui).

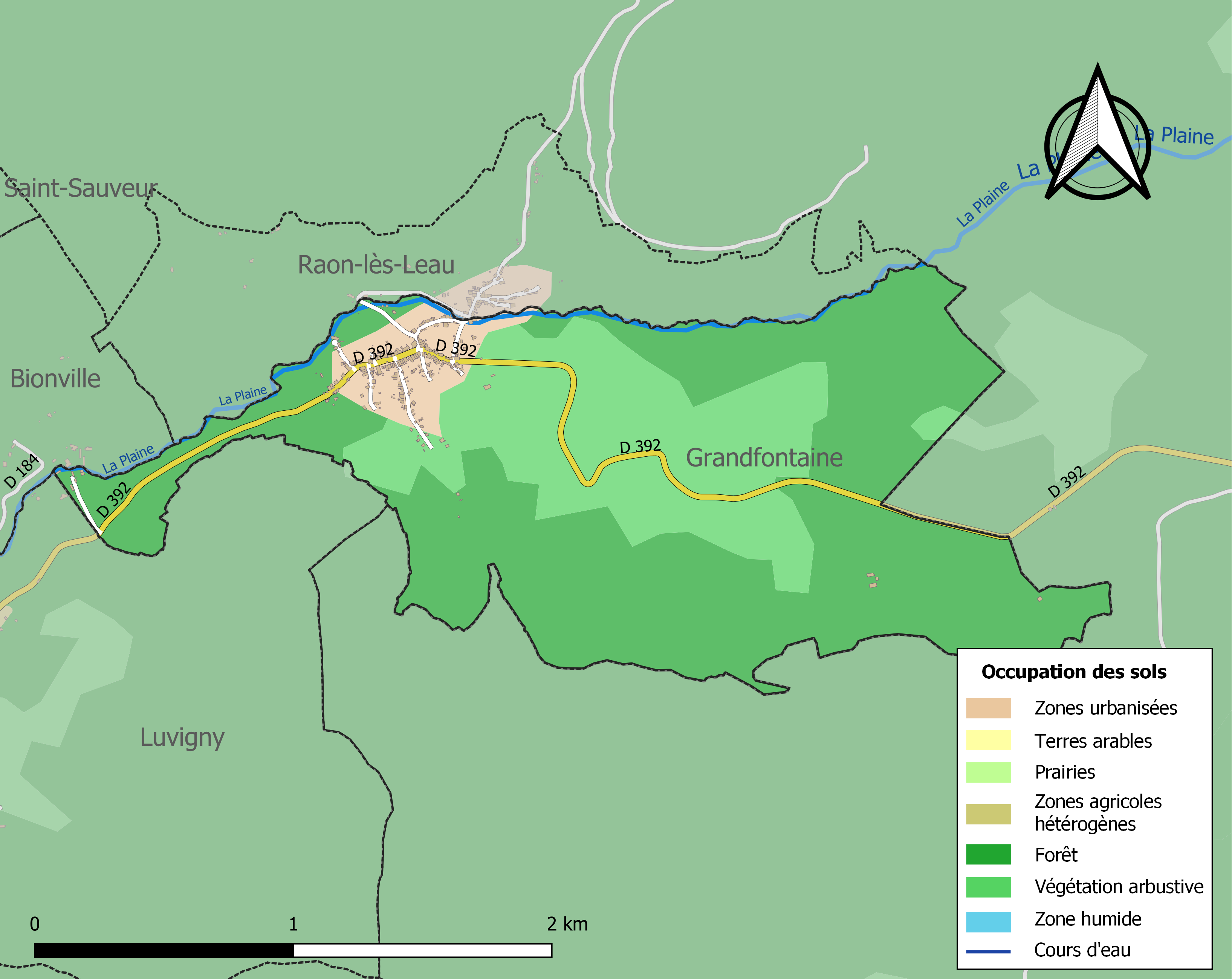
Carte des infrastructures et de l'occupation des sols de la commune en 2018 (CLC).

## Toponymie
Dans son dictionnaire topographique des Vosges, réalisé avant février 1919 pour le CTHS et publié tardivement en 1941, Paul Marichal mentionne trois formes anciennes:
- Rawon sur Pleine en 1328 dans un manuscrit latin de la bibliothèque nationale[23],
- Raon sur Plaine en 1656 sur la carte du sieur Sanson d'Abbeville couvrant l'archidiaconé de Port et la prevosté de Saint Diey[24]
- Raon sur Pleine en 1690 sur des liasses des archives des Vosges, cote G 655. (Rawons en 1314)[25]. Malheureusement, l'auteur, auto-promu linguiste, se hasarde vers un adjectif latin rapidus bien peu crédible pour le sens connu de « confluence, réunion, rassemblement » dans les Vosges[26].

Une confluence est un rassemblement de petits cours d'eau, rabado ou rabodo pourrait représenter l'évolution romane d'une forme substantivé du verbe re-aboter, prononcé localement reaboder, raboder.

« Raon-sur-Plaine » a pour forme savante le nom de la rivière Rabodeau, et a reçu pour toponyme le nom du cours d'eau sur lequel elle est située.

## Histoire
L'espace du Donon a été habité, comme le prouvent maintes déclinaisons toponymiques, et valorisé en prairies d'irrigation, champs et chaumes par des populations celtiques continentales, le monde gallo-romain a pris le relais bien avant l'arrivée des moines défricheurs légendaires. La légende d'un haut lieu associé à la naissance ou la mort d'un grand prince des Francs Pharamond semble être née d'une interprétation toponymique exclusivement franque après le XVIIe siècle, époque où depuis quelques siècles déjà, le vaste massif du Donon était simplement dénommé la montagne de Framont, Ferramont en ancien français ou Ferratus mons en latin médiéval, tant l'économie d'extraction du minerai de fer et de la sidérurgie marquait ses paysages et générait des activités en cascade.
On attribue souvent à saint Gondelbert patron fondateur, par la charte de Childéric II, vers 661 du premier monastère de Senones, avant que ce centre religieux devienne une grande abbaye bénédictine, de vastes terres étendues jusqu'au Donon, au lac de la Maix et à la vallée de la Bruche. En réalité, la haute vallée de la Plaine relevait à la fois du domaine de Bodon, devenu monastère de Bodonmoutier, et de la foresta régalienne, qui avait la maîtrise du Donon. L'expansion du comté de Salm, avoué du monastère de Salm au XIIe siècle explique les titulatures de saint Gondelbert et de saint Pierre, imposée aux populations, et la confusion anachronique mentionnée. N'oublions pas que ce territoire en rive gauche de la Plaine dépend de la principauté de Salm après le partage de 1751.

### Temps médiévaux
Dès le VIIIe siècle, l'abbaye fait appel à des protecteurs ou gardiens, "custodes" ou "advocati", "avoués" ou simplement "voués", nommés par l'évêque de Metz pour défendre ses biens, au besoin par les armes. Bien plus tard, après l'évincement des seigneurs de Turquestein, Hermann II de Salm et sa lignée des comtes de Salm, désormais installée en Vosges après la troisième ou quatrième génération, reprenne la fonction de voué. Héritiers heureux de la comtesse Agnès de Langenstein et de son douaire en territoire et droits divers, les comtes de Salm s'installent au XIIIe siècle à Badonviller, leur capitale, puis construisent le château de Salm en Alsace, pour entourer et protéger les biens de l'abbaye sous tutelle de l'évêque de Metz. Les historiographies mentionnent une longue association, parfois tumultueuse, le plus souvent apaisée, sous la tutelle commune de l'évêché de Metz. Les historiens, à commencer par les historiographes religieux de l'époque moderne choqués ou apeurés par la constitution d'un état souverain vers 1600, présentent souvent les comtes de Salm en sombres spoliateurs et décrivent une longue réussite territoriale par une prise de pouvoir sur l'espace de l'abbaye, propre à lui enlever une grande part des pouvoirs temporels et spirituels. La vérité est ailleurs, les comtes et princes associés au sanctuaire saint-Pierre ont accru et protégé ses pouvoirs spirituels, à l'instar d'autres monastères, comme Domèvre, Haute Seille ou Salival. Les comtes de Salm ont même accru et protégé, en dépit du mitage propre au jeu seigneurial auquel participent aussi les moines et de quelques lourdes confiscations autoritaires, les espaces temporels du chapitre et de l'abbaye, car le premier territoire supposé compact des biens et droits d'origine régalienne, dont l'abbaye n'avait que la gestion provisoire, sans évincer la foresta d'obédience royale, reste en grande partie une conjoncture imaginaire.
Vers la fin du XIIIe siècle, le ban d'Allarmont, issu d'un découpage du ban de Celles étendu à la foresta d'amont entre le Xe siècle et le XIIe siècle, s'impose comme entité de collecte fiscale et d'administration de proximité, avec la mairie du Val d'Allarmont, où s'agrègent librement les communautés paysannes, d'Allarmont à Raon-sur-Plaine sur la rive gauche, mais aussi toute la rive droite des Colins jusqu'au futur Raon-lès-Leau, pourtant soumises à divers autres seigneurs. Les seigneurs de Salm, premier représentant du roi sous l'obédience de l'évêque de Metz, gardaient un contrôle exclusif sur les forêts, n'accordant aux habitants que les vieux droits de jouissances.
Le village est situé sur l'emplacement ou à proximité immédiate de divers sites de carrière de pierres à meules, qui faisaient l'objet d'un commerce réputé au XIIe siècle. Il semble évident que ces carrières exploitant la rhyolite compacte en petite meule portative soit connu à l'époque de La Tène. Le travail médiéval des carriers, fabriquant des meules abrasives pour taillanderie ou forge, a permis d'aménager un gué plus pratique, la voie directe de passage délaisse vers 1230 l'ancienne passe de Rawons (Raon-Lès-Leau). Raon-sur-Plaine, par ses lignées familiales, a gardé un art de la taille de pierre, et sans doute un équipement en fer adapté, pour exploiter diverses carrières locales, de grés, de schistes ardoisiers, voire diverses mines des environs des Donons.
Si Raon profite concrètement de l'économie du gué ou du passage amélioré, s'occupant souvent du service de portage et transbordement rémunéré par les marchands, sa voisine Raons (Raon-Lès-Leau) désormais retranché à l'écart, garde le rôle de contrôle seigneurial, à la fois militaire et policier, financier (péager) et religieux, des passes.

### Époque moderne
À l'époque moderne, le mariage de Christine de Salm avec François de Vaudémont, c'est-à-dire l'union de l'héritière choisie et nièce du comte Jean IX de Salm qui avait confisqué en septembre 1571 le pouvoir souverain sur les terres comtales de Salm avec son beau-frère, le rhingrave de Dhaun, Frédéric, associé au coup d'état et d'un des héritiers potentiels du duché de Lorraine catholique, provoque le partage préventif du comté de Salm en 1598. Le partage préservait de nombreux indivis, à commencer par la capitale Badonvillers. Le couple emportait après la mort du vieux comte Jean IX en 1600, entre autres, la plupart des territoires se trouvant sur la rive droite de la Plaine avec ceux à l'amont de Luvigny. On pourrait en conclure précipitamment que le Val d'Allarmont s'évanouissait ipso facto et que les maisons de Raon-sur-Plaine et de Raon-Les-Leau situées de part et d'autre de la rive de la Plaine allaient être rattachées et pouvoir donner lieu à la création d'un grand village, unissant Raon-lès-Leau et Raon-sur-Plaine. Or il existait déjà deux communautés paysannes bien différentes, nommées respectivement autrefois Rawons avec un qualificatif par rapport à l'eau vive qui la sépare de deux côtés ou aux eaux qui l'isolent, et Rawon/Raon au singulier, toutes deux représentées au sein de la mairie d'Allarmont qui couvrait le val d'Allarmont, et il semble que le partage n'ait rien changé dans l'administration du ban, mis à part le versement des parts d'impositions requises des communautés aux seigneurs de droit qui n'étaient pas seulement les deux familles de seigneurs souverains. Du point de vue de la justice seigneuriale, les communautés du ban d'Allarmont appartenaient à la prévôté de Badonvillers, sous le contrôle du bailliage de Salm résident dans ladite capitale inchangée.
Le comte de Vaudémont essaie à partir de 1610 de valoriser sans vergogne ses portions de forêts, en privatisant le chemin de la goutte Ferry, prétextant que la voie roulante est à la charge des seigneurs. Confronté à la crise de 1619, face aux habitants du Val d'Allarmont réunis derrière sa mairie, le prince désormais honni fait volte face sur ces prétentions, préfère négocier et s'interposer en conciliateur et arbitre en 1620, face aux autres seigneurs de Salm et prince d'Empire en rivalité, pour retrouver un panache envolé.
L'église commune de Ravon ou des Rawons, le nom importait peu pour les religieux du chapitre de Domèvre, était sur la première communauté au-delà de l'eau (pour la première Ravon) ou au voisinage des eaux. En 1710, une estimation sur le plan terrier de Raon ou Raon-sur-Plaine donne 84 feux ou foyer, dont environ deux cinquièmes contribuent à l'impôt foncier. Le village serait déjà sensiblement plus peuplé que Raon-Lès-Leau, mais aussi avec une plus grande pauvreté, qui exigeait une émigration de travail en bonne saison. Une partie de la population montait de mai à septembre sur les chaumes, et leurs enfants les suivaient.
Il existait probablement une école d'hiver à Raon-sur-Plaine, tenue par un habitant régent d'école dans sa maison. Mais la seule école permanente et proche, accessible en bonne saison, était l'école des Raons ou de Ravon dit les Leaux sous l'égide du moine-curé, qui était nommé par le chapitre de Domèvre et choisi parmi les moines prêtres de ce chapitre pour ne pas perdre une tierce part de dîme. Le régent de cette école pouvait accueillir une faible fraction des enfants plus favorisés de Raon, moyennant une taxe d'écolage.
Profitant de l'expulsion des anabaptistes d'Alsace, ou du moins de leur absence de statut légal, après l'édit de proscription de Louis XIV en 1712, les seigneurs d'Empire des Vosges commencent à accueillir des fermiers mennonites, locuteurs d'un patois bernois, sur les petits finages inclus dans leurs forêts, au début du XVIIIe siècle. Les contrats ou baux ou acensement administrés exclusivement par les grueries seigneuriales échappent totalement aux juridictions paysannes, comme la mairie du val d'Allarmont. Ainsi le curé de Luvigny mentionne après 1720 l'installation du fermier mennonite Gaspar à la Goutte Ferry, vaste espace herbeux en contrebas du Bas-Donon.
En 1751, le second traité de partage, après révision de décembre, fixe une séparation seigneuriale souveraine sur la Plaine. Le prince d'Empire, héritier des rhingraves de Salm-Sauvage, mais après alliance avec une branche cousine de Salm, est désormais pleinement souverain de la rive gauche de la rivière Plaine, et surtout des vastes forêts domaniales de Salm-Sauvage, plus méridionales, qui s'étendent de Celles au Donon, bref de ce qui forme la frange septentrionale et occidentale de la principauté de Salm-Salm.
L'état des routes est meilleur après 1750, car les ornières retenant des mares d'eau et les tronçons durs sur la rocaille disparaissent. Les ingénieurs des ponts et chaussées lorrains, puis français ont été des modèles au niveau du comté et de la principauté. Désormais les rares ponts de la route principale sont construits en pierre. Les chemins sont entretenus avec rigueur par le cantonnier de la communauté, qui réquisitionne les jeunes pour les travaux d'entretien d'ampleur modeste, sinon des corvées décidées par l'intendance du bailliage à Senones accablent les communautés du Val d'Allarmont. Les convois de mules bâtées, franchissant les côtes, disparaissent insensiblement. Seuls les colporteurs et les paysans portent encore à dos d'homme sur les vieux chemins, avec des hottes ou des baluchons.
L'instituteur Pierrot dans les années 1880 s'est particulièrement intéressé à la législation princière, particulièrement restrictive, sur les cabarets et tavernes débitant de l'alcool. Il cite avec admiration l'ordonnance du Prince sérénissime contre le vice et la débauche, le bailliage de Senones, grand pourfendeur de l'ivrognerie, ne tolérait que deux cabarets ou tavernes par communauté, proscrivant les vendeurs de bière, de liqueurs ou d'eau-de-vie, installés ou à la sauvette. L'enjeu de santé publique est bien réel, mais les princes visaient surtout les habitants contribuant à leur prospérité et de préserver des manœuvres et chefs d'équipe sobres, et nullement les voyageurs ou autres marchands de passage, en instaurant une défense de hanter les cabarets de jour et de nuit, hors paroisse et pire, en période de service divin des dimanches et fêtes. Le contrevenant fêtard devait payer d'abord payer cinq livres, puis après 1780 9 livres d'amende. La récidive doublait l'amende. La troisième prise sur le fait donnait lieu à une amende triple et à des châtiments arbitraires, parfois après le dégrisement en prison. Le public visé par la répression est expressément décrit. Ce sont les manants du Val d'Allarmont : laboureurs, manouvriers, journaliers, artisans, compagnons, manœuvres, apprentis, boutiquiers, commis, valets, serviteurs, domestiques. Ils ne peuvent faire la tournée en journée ou de nuit des tavernes et cabarets, ils ne peuvent que fréquenter un seul établissement dans leur localité paroissiale avant de rentrer chez eux. Le cabaretier ou tavernier doit veiller à la tempérance des clients, sinon il reçoit une première amende de 10 livres s'il abreuve des ivrognes. S'il récidive, l'amende double. A la troisième fois, l'amende triple et il risque une contravention sur son activité.
Vers 1780, il existe une ardoisière importante encore en petites exploitations au-dessus du village dans le vallon supérieur de la Goutte. Fachot l'aîné y trouve des composés à fortes teneurs en soufre et des variétés de pyrites cuivreuses, exploitables en belles pièces de collection minéralogique. L'ardoise, ici des phyllades ou des schistes ardoisiers, en coupe fraîche, légèrement humide, se lève par plaque verticale, le travail de division se fait au ciseau, avec un marteau à bois pour frapper, avant de recueillir les lames minces usitées en couverture. Ce mode de couverture nécessite de solides charpentes, ces ardoises couvraient autrefois de belles maisons, des châteaux, des édifices publics, des ouvrages défensifs à armature bois... alors que les essis ou bardeaux moins onéreux étaient bien plus communs et sont de plus en plus répandus dans la montagne, malgré les dangers accrus d'incendies. Il semble que l'exploitation résiduelle du site pourtant vaste, selon Fachot, ne soit plus qu'à l'usage des paysans des environs.
En 1782, à l'initiative de Nicolas Louis, qui laisse à disposition le terrain, une chapelle dédiée à saint Mansuy est édifiée par la communauté, avec la permission du doyenné de Salm. La chapelle sert d'abri en période d'intempéries pluvieuses ou neigeuses, en particulier pour les religieux de passage. Une femme préposée de poste apporte ou prend les lettres une fois par semaine.
En 1789, la communauté paroissiale de Raon rassemble 107 feux et environ 590 habitants avec ses écarts. Plus de 250 ha de terres sont cultivées. Il était en principe obligatoire d'utiliser le vieux four banal des princes de Salm. Pour cela, chaque famille ou foyer fiscal devait payer 10 gros par an. Les travaux forestiers en hiver étaient rémunérés entre 15 et 20 sous par longue journée, les chantiers éloignés duraient souvent des semaines et il fallait souvent passer cinq jours en couchant dans des loges sommaires. Les travaux dans les champs, parfois tout autant pénibles, mais jugés plus faciles par la clémence du temps, n'étaient rémunérés que 8 à 10 sols ou sous par journée pour les hommes, 6 sols pour les femmes.

### Époque contemporaine
Les municipalités quasi-autonomes de la principauté, crées en 1790, sont rattachées à la France en 1793 à la demande majoritaire des habitants, les bourgeois indécis craignant l'effet d'un blocus de blé et la suppression du commerce ayant été ralliés. Désormais la haute et la basse vallée de la Plaine se nomme la vallée de Celles, les villages de sa rive gauche oubliant en quelques décennies qu'ils ont fait partie de la principauté d'Empire de Salm-Salm.
Le territoire de la principauté de Salm-Salm dissoute en 1793 rejoint le département des Vosges.
La commune française de Raon-sur-Plaine est créée aussitôt, choisissant comme maire Jean Nicolas Morel, qui s'adjoint les services du curé de Luvigny Mangeot pour tenir les registres et la comptabilité. La commune est rattachée au canton d'Allarmont dans l'éphémère district de Senones du département des Vosges, il reste toutefois des sources contradictoires alors que l'état civil en l'an V atteste sa présence dans le canton d'Allarmont. L'arrêté consulaire du 19 vendémiaire en X (1801) sépare la commune de l'ancien Val d'Allarmont pour l'adjoindre au canton de Schirmeck, toujours dans l'arrondissement de Saint-Dié.
En 1808, la chapelle saint Mansuy est rénovée, elle reçoit un chœur à l'orient et une élévation qui supporte un petit clocher. Là voilà transformé en modeste et petite église de secours de la paroisse, qui reste toutefois sous la dépendance spirituelle de Luvigny.
Dans les années 1840, il existe une école à deux classes, installée dans la troisième maison après l'église construite en 1859, dans l'alignement de droite en direction de la côte du Donon. Les effectifs des deux classes d'élèves en 1845 se séparent en 53 garçons et 66 filles. Pourtant, les logements de l'étage supérieur sont vétustes en 1841 : la chambre de la bonne-sœur qui fait école était insalubre et inconfortable et le logement de l'instituteur trop exigu, des charpentiers rehaussèrent le toit au-dessus de la chambre de la sœur et dégagèrent de l'espace au niveau de l'ancien grenier et hangar, pour le logement. Les travaux de finition n'avaient pas apparemment été soit financés soit bien exécutés, ce qui en climat montagnard amène infiltrations et rapides détériorations intérieures. En 1843 un devis prévoyait d'assainir la chambre par un revêtement protecteurs de bardeaux.
Le village est traversé en 1845 par la route départementale no 16 de Strasbourg à Rambervillers, il est situé à 70 km d'Epinal chef-lieu du département, à 44 km de Saint-Dié, chef-lieu d'arrondissement et à 15 km de Schirmeck, chef-lieu de canton. L'église saint Mansuy est une annexe de Luvigny. La fête patronale du village se déroule le 3 septembre, jour du saint patron, l'évêque de Toul Mansuy ou à défaut le premier dimanche de septembre. En 1847, la commune recense 695 habitants dispersés en 118 maisons et 172 ménages. Il n'y a que 70 électeurs sur la liste censitaire, pour élire les douze conseillers municipaux. Les lettres officielles passent par le bureau de postes de Schirmeck.
Le finage cultivé en 1845, étendu à cause des écarts ou censes habités, se compose de 150 ha de terres labourés qui produisent surtout en valeur des pommes de terre, de seigle sur la sole d'hiver et de l'avoine sur la sole de printemps, 168 ha de prés de fauche et de prairies irriguées et de dix ha de jardins et chènevières. Les anciennes censes citées par Lepage sont celles du Haut Donon et Saint-Pierre. Parmi les fermes éloignées du village, Abraye, Basse-Abraye, Le Plateau du Donon, Le Bas-Donon, Glacimont, La Crache...
Si on ajoute 732 ha de bois et autres espaces forestiers, la superficie communale couvre 1 118 ha en 1845. Il existe deux moulins à grains. Trois scieries domaniales, l'Ardoisière, le Donon et le Haut-Gondiot, fournissent 160000 planches, qui sont exportés par flottage de la vallée. Le commerce du bois privé est important, activant deux scieries particulières produisant 45 000 planches, en dehors du bois de chauffage et des grumes. Une ardoisière est exploitée périodiquement au voisinage de la goutte Guyot.
L'église est (re)construite en 1859. Les grandes familles mennonites, disciples de Jakob Amman, qui occupaient de nombreuses fermes isolées de la vallée de Celles au début du XIXe siècle, commencent un long déclin entre 1840 et 1860. Le statut de pleine citoyenneté a d'abord causé un ébranlement à long terme, alimenté par l'accès à la propriété, le mitage des propriétés héritées qui s'ensuit, et les mutations sociales et économiques accélérées à partir des années 1830. L'émigration des jeunes gens, s'excluant parfois d'eux-mêmes de la communauté ou secte, pour rejoindre d'autres professions de foi ou l'indifférence religieuse, le plus souvent par mariage mixte, et de plus en plus souvent pour échapper à la conscription militaire ou migrer vers des terres prometteuses de paix et de richesse, comme le piémont lorrain ou vosgien, la contrée de Darney, et surtout l'Illinois, se doublent d'une crise religieuse interne, entre les tenants mesurés du progrès, de l'ouverture sociale et linguistique, et les gardiens de la rigoureuse doctrine, au moment des premières installations collectives de cimetière mennonites au milieu du siècle.
Le ruisseau de la Crache, qui coule depuis les prés lisses de la Crache et gagne le vallon méridional parsemé d'éboulis et de gros rochers schisteux, de gorges et de cascatelles, bien avant qu'il soit emprunté par le ruisseau de la goutte Guyot ou des ardoisières, attire autant les premiers jeunes touristes randonneurs que les pêcheurs. La cascade de la Crache qui surmonte son grand coude sous la montagne de la Corbeille, culminant sur un majestueux plateau à 889 mètres d'altitude, est pittoresque et rafraîchissante en été. Le ruisseau est rempli d'eau fraîche et turbulente, aérée, où s'épanouit un grand nombre de truites de montagne.
Entre 1863 et 1864, l'école-mairie est construite pour un coût global avoisinant 22600 F, c'est encore l'école-mairie des années 1970 dont l'altitude mesurée par le méticuleux Léon Louis, comme il l'écrit sur le seuil de la maison commune, atteint 430,51 mètres d'altitude en 1886. L'ancienne école vidée est rapidement vendue. Informée du départ d'une institutrice laïque, la municipalité opte pour un remplacement moins onéreux par une sœur de la Congrégation de la Providence de Portieux. Conformément aux souhaits de l'Empereur, dont elle arbore le buste et honore le moindre décret dans sa salle de conseil, la mairie pourtant conservatrice décide de participer aux frais de mobilier pour faciliter l'installation et "améliorer le sort des modestes et utiles fonctionnaires de l'Instruction publique". Craint-elle de perdre encore un instituteur, attiré vers d'autres cieux cléments ?
Conscient de la persistance et de l'analphabétisme et de l'illettrisme concernant une frange pauvre de la population travailleuse ou migrante en saison du village, et même la plupart des jeunes filles précédemment scolarisées, la mairie organise dans les nouveaux locaux des cours d'adultes, en cours du soir, les deux sexes étant séparés comme les garçons et les filles dans l'enceinte scolaire, et essaie aussi d'encourager une prolongation de la scolarisation des jeunes filles au-delà de 11 ans, en proposant des tarifs mensuels réduits à 70 centimes. Les redevances scolaires, qui se révèlent, comme partout en France, une entrave pour les familles nombreuses les plus pauvres, se présentent en 1865 sous forme d'abonnement annuel qui se monte à 7,50 F par élève ou se déclinent en mensualité à 1,50 F. Alors que la loi du 8 avril 1867 recommande la gratuité scolaire, le conseil municipal, à l'esprit bourgeois et vertueux, regrette de ne pouvoir souscrire aux vœux de la loi impériale. Les redevances scolaires seront perçues comme il se doit jusqu'en 1882.
En 1868, Raon-sur-Plaine accueille 620 habitants, dans un vallon à 460 mètres d'altitude sur le versant occidental du Donon. Le guide Joanne mentionne six scieries, un bureau de bienfaisance, la poste par Allarmont, et la dépendance de la paroisse de Luvigny. Schirmeck chef lieu de canton est au-delà du col du Donon à 14 km. Saint-Dié, chef-lieu d'arrondissement, n'est plus qu'à 39 km, du fait des nombreuses rectifications routières, alors que l'éloignement routier vers la préfecture reste inchangé. Le guide des lignes de chemins de fer en 1868 détaille les villages de la vallée de Celles, recommandés pour la randonnée et accessibles depuis la gare de La Neuveville-Raon-L'Etape. Raon-sur-Plaine et Raon-Lès-Leau trônent en bout de la vallée, à proximité du majestueux Donon, objet de curiosités et d'études depuis le XVIIe siècle, avec les érudits Dom Ruinart, Dom Mabillon, Dom Alliot.
La plate-forme du Donon, grand plateau ou espace herbeux de 315 mètres sur 90 à 100 mètres, encore dénommée col du Haut-Donon par extension du vieux chemin de passage, offre une vue splendide sur les Vosges et l'Alsace,. Le secteur du Donon est à nouveau prisé des archéologues, pour ses débris de monuments, ses vases et tuiles, ses divers bas-reliefs et autres statues ou pierres tumulaires.
Le Grand Donon est entièrement lorrain, puisqu'il figure sur les cartes de l'ancien comté de Salm. Ce sommet légendaire appartient à la commune de Raon-sur-Plaine, il ouvre une vue panoramique vers la Forêt-Noire et la plaine d'Alsace délimité par le long ruban d'argent du Rhin, les vallées de Celles et de Blancrupt, les bois de Lorraine, les rives boisées des étangs de Lindre et du Stock, près de Réchicourt, et les collines de Sion et d'Essey, tout en se dévoilant au milieu de l'axe des sommets des Vosges, parmi les derniers sommets des Hautes Vosges, dans le prolongement du Ballon d'Alsace au Hohneck, avec le rocher de Mutzig avant les reliefs sommitaux menant au Schneeberg laissant au nord les Basses Vosges s'alliant aux forêts palatines. Gaston de Golbéry, étudiant les médailles, poteries gallo-romaines, bas-relief dont le fameux gravé "Bellicus surbur" décrit la sommité comme un autel primitif ou templum naturel de Taranis, aménagé après la conquête des Gaules, en poste de surveillance par les légions romaines. Le temple-musée, un pastiche d'architecture hellénistique, construit en 1869 sous l'égide de Napoléon III, chapeaute le digne sommet,.

#### Perte des forêts du Donon annexée par le Reich pour l'armée prussienne
Dès la mi-mars 1871, après l'année 1870 marquée par la terrible défaite de Sedan et la déroute des armées impériales, la presse locale réfléchit au devenir des localités inquiètes à l'amont de la vallée de Celles. Elle décrit le petit peuple de propriétaires cultivateurs, de laboureurs et de sagards, et en hiver, de bûcherons, de marnageurs, de voituriers, de schlitteurs, d'artisans, d'aubergistes qui vit sur les deux communes menacées de Raon-Lès-Leau (Meurthe) et de Raon-sur-Plaine (Vosges), les deux villages étant réunis, à quelques centaines de mètres l'un de l'autre, par un petit pont enjambant la rivière Plaine. Le finage porte des cultures bien plus rares, adaptées à la montagne, mais le glacis militaire réclamé par les autorités prussiennes risque d'engendrer une ligne de démarcation désastreuse à l'économie agro-pastorale, lui enlevant des écarts nombreux, avec des scieries, des fermes, et surtout des prairies, des près, des chaumes, des bois, des forêts domaniales. Pour les courses des ménages et surtout les provisions de bouche, la vallée de Celles qui mène au marché de Raon-L'Etape est l'axe pourvoyeur.
Le 18 mai 1871, après le traité de Francfort, le territoire de Raon-sur-Plaine et de Raon-Lès-Leau, à la suite d'une mauvaise lecture des cartes par les autorités prussiennes trop zélées, est dans la précipitation annexé entièrement à l'Empire allemand. Après une réclamation imposant une lecture cohérente du tracé des frontières en 1871, une fraction basse est rétrocédée, après réduction, à la France par l'article X de la convention du 12 octobre 1871, signée à Berlin et promulguée à Versailles le 10 novembre suivant. Le Deutsches Reich pour des raisons militaires invoquées par le chef d'état major prussien von Moltke a accaparé l'ensemble des hauteurs du Donon, à commencer par le plateau, le col et les principaux sommets. Du coup, l'Alsace-Lorraine annexée conserve les riches forêts avoisinantes, autrefois dénommées Bois Sauvage(s), la négociation à Bruxelles et à Francfort a exigé en contrepartie la préservation d'une ligne ferroviaire privée jusqu'à Avricourt. L'Empire devra créer une autre gare voisine, Deutsche Avricourt. Environ 1 100 hectares d'espace forestier et montagnard sont retirés à Raon-lès-Leau et 700 hectares à Raon-sur-Plaine pour créer ce glacis militaire. Depuis l'application du traité de Francfort de 1871, Raon-sur-Plaine et surtout Raon-Lès-Leaux n'ont quasiment plus de hauteurs forestières, Raon-sur-Plaine ne compte guère plus que 350 hectares.
Les victoires de 1918 et 1945 ne changeront rien à la question des parties du territoire communal aliénées en 1872. Les territoires forestiers qui ont été rattachés à la commune alsacienne de Grandfontaine le demeurent malgré les protestations raonnaises.

#### Une vie frontalière
Pendant l'éphémère occupation prussienne, du 18 mai au 12 octobre 1871, un poste de douane est installé à l'entrée du village, une germanisation administrative des deux localités romanophones s'impose de manière autoritaire. Le col du Donon, au nom supposé gaulois, est renommé officiellement "col de Schirmeck", toponyme de consonance plus germanique. La restitution ne concerne point les propriétés domaniales, y compris les propriétés communales ou particulières incluses dans le domaine forestier saisi. Des accords sont ensuite conclus au cas par cas pour que des fermes de hauteur devenues allemandes, et leurs habitants, puissent garder leurs prairies, prés et bois particuliers, et inversement pour que d'autres habitants restés français puissent jouir de leurs hagis, prés et prairies sur les hauteurs annexées. La position de force des autorités allemandes admettant la restitution, s'observe après 1871 dans leur droit tout à fait préservé de circuler librement, en armes et en uniforme, au milieu des deux villages.
Le flux incessant de réfugiés depuis 1870, puis d'optants selon les conditions du traité de Paix, venus surtout de la vallée de la Bruche par le col de Schirmeck traverse les villages, s'y repose parfois, mais l'arrêt, faute de travail et de logements en dur ou décents, ne dure guère. Il n'y a d'industrie moderne qu'au débouché de la vallée de la Plaine, à partir de Raon-L'Étape.
La commune est rattachée au canton de Raon-L'Étape par la loi du 31 mars 1873,. Il rejoint ainsi les anciens villages du Val d'Allarmont.
Pourtant, Raon-sur-Plaine, s'il est devenu village frontalier, se développe du fait de sa taille critique. La frontière après avoir été piquetée par les équipes du colonel Aimé Laussedat, s'inscrit dans un fossé progressivement creusé dans les sylves d'hêtraies-sapinières et encore plus lentement doté de bornes en pierre massive marquée F et D de part et d'autre de la ligne théorique. D'abord par la présence de douanes française et allemandes, gérant fort librement les passages des travailleurs frontaliers ou des touristes venus des deux côtés de la frontières. Brasseries et auberges sont en plein essor. Au début, en 1871 et 1872, les douanes allemandes se montraient certes rigides, mais les autorités du Reich soucieuses de profiter de la manne économique d'une province alsacienne riche, nécessitant l'apport de main d'œuvre après le grand flux d'optants, donnent de plus en plus des consignes d'attitude conciliante. Les ouvriers bûcherons peuvent ainsi circuler librement et accéder aux anciennes forêts domaniales, la main d'œuvre pour les chantiers alsaciens ou les travaux agricoles circule sans peine. Les marchands doivent annoncer ce qu'ils transportent, et payer les rares taxes spécifiques. Les touristes français, habillés en bourgeois ou vêtus comme le peuple, peuvent gagner les hauteurs ou la vallée de Schirmeck avec facilité. Il n'est pas rare au village ou à proximité d'une auberge où le bilinguisme s'impose pour l'accueil des touristes, de voir les douaniers allemands et français attablés ensemble à la terrasse, surtout lorsque les conflits coloniaux avec les Britanniques s'enveniment. Beaucoup d'habitants conservent l'habitude d'aller à Schirmeck, alors que le chef-lieu de canton, plus distant, après une descente de la vallée de la Plaine d'environ 24 km, est placé depuis 1871 à Raon-L'Étape.
La commune en 1884 s'étend désormais sur 354 ha, avec un finage diminué à 252 ha et surtout des bois amoindris à 85 ha. Les labours ne couvrent plus que 104 ha, les prés et prairies 118 ha et les jardins et chènevières limités à 8 ha. La cause ne réside pas dans la croissance indéniable des friches étendue à 24 ha, mais dans la disparition majeure des forêts domaniales du Donon, en particulier les Bois sauvage(s) et l'annexion du territoire en altitude du plateau du Donon et de ses abords. La production de pommes de terre reste stable avec 3600 hl, de même l'avoine à 215 hl.
Les trois scieries en activité pour quatre marchands de bois emploient six ouvriers, pour une valeur cumulée avec les coupes de 126000 F. Une fabrique de chapeau en palmier et de panama attire au village 85 ouvriers. Une carrière de pierre, utile pour l'empierrement des routes, augmente son activité. Si la population communale a chuté depuis 1867 perdant 86 habitants et délaissant à la ruine 9 maisons, le début des années 1870 avec l'arrivée de douaniers et de fonctionnaires de la frontière, des postes et télégramme inclus, d'aubergistes et d'hôtels, d'une minorité d'Alsaciens réfugies, optants ou non, initie un lent rajeunissement de la population, si ce n'est un modeste renouvellement. Ainsi la population de 534 habitants répartis sur 109 maisons explique une densité bien plus grande, avec les pertes territoriales et les abandons de l'exode rural, il ne reste plus que six habitants à la Haute-Abraye, cinq à la Basse-Abraye et 8 habitants à Glacimont. Les écoles primaires, il est vrai publiques et gratuites depuis les lois Ferry, accueillent plus d'enfants qu'en 1845, 57 élèves garçons et 67 filles. La bibliothèque n'a guère pris d'ampleur, avec 230 volumes.
Les revenus annuels de la commune s'élèvent à 2995 F dont 18 F en rentes à 3 % sur l'état. La valeur du centime additionnelle est 20,77 F. Le produit des quatre contributions indirectes départementales équivaut à 3908,18 F dont 604,05 F sur les patentes. Depuis les années 1870, la crise économique s'installe dans la durée, les populations montagnardes marginales sont aimantées vers cette frontière, lieu de passage et d'échange. Ceux qui n'y trouvent pas d'emploi solvable s'adonnent au trafic de tous genres, d'autant que leur connaissance de la montagne en toute saison ou leur solidarité séculaire avec l'autre versant alsacien, où ils comptent parents ou amis, est un grand avantage vis-à-vis de fonctionnaires ou gardes étrangers. Et insensiblement il se développe des réseaux de contrebandes. Le fils aîné François du contrebandier d'eau-de-vie, Hulot, dans le roman patriotique de Erckmann-Chatrian "Le Banni" est un aubergiste de Raon-sur-Plaine.
Les belles parties de chasse allemandes aux grands ongulés deviennent fréquemment inter-frontalières, au point de gêner les humbles travaux forestiers où s'activent la main d’œuvre locale. Toutefois, l'administration forestière du Reich déplore le laxisme ambiant, elle constate une recrudescence de coupe sauvage et de vol dans la grande forêt du Donon, mais aussi l'impunité des braconniers de la région. De plus en plus arrogante, cette administration en grand uniforme, armée et pleine de morgue, déteste les chasseurs français, brutalise parfois les habitants accusés à tort ou à raison de vols de bois ou de diverses rapines : elle décide à faire appel à des supplétifs comme garde-chasses, des soldats détachés de l'armée régulière, et bien peu aptes à prendre sur le fait les braconniers locaux. Cette frustration est l'origine de l'affaire de Vexaincourt.
Le 24 septembre 1887, la haute vallée de la Plaine est le théâtre d'un dramatique incident de frontière : au Blanc État, au sud-est du Donon, sous la Corbeille, à la limite de la commune de Vexaincourt, un groupe de chasseurs français rentrant bredouille et allant prendre du repos est pris pour cible par un soldat allemand. Cet « attentat de Raon » est interprété fallacieusement en « attentat de Raon-sur-Plaine » alors qu'il s'agit du canton de Raon-L'Étape, concerné dans la partie amont du Val de Celles. Cette affaire de Vexaincourt est largement commentée par la presse française, surtout méridionale, et aggrave pendant quelques semaines avant son oubli, nous sommes quelques mois après l'affaire Schnæbelé initiée en avril, les relations diplomatiques entre la France et l'Empire allemand. L'adjudicataire des chasses dans les bois sauvages, Monsieur Lebègue, un des principaux chasseurs, a loué une résidence à Glacimont, il y accueille, selon certains journaux, son ami blessé grièvement au-dessus du genou, le sous-lieutenant de Wangen, le 25 septembre. Ce dernier y demeure 4 à 5 semaines immobilisé, avant d'être conduit à l'hôpital de Nancy.
Les autorités impériales, mécontentes, réduites à faire des excuses et à payer des indemnités, décident de remplacer progressivement les responsables prussiens des services forestiers, trop rigides et méconnaissant les us et coutumes de la région, par des forestiers alsaciens, formés à la lutte contre le braconnage et d'un naturel aussi débonnaire que les douaniers. Dorénavant, seules les consignes venues de Berlin ferment une frontière d'ordinaire ouverte.
Les visiteurs occasionnels de la vallée, journalistes et autres curieux après l'affaire de Vexaincourt, louent la qualité des truites consommées dans les auberges. Ils les décrivent vivantes, parfois grouillantes dans les rigoles profondes. En réalité, l'autorité préfectorale poursuivant une longue tradition instaure, au voisinage des espaces d'irrigations, régulièrement des zones de pêche drastiquement réservées, parfois absolument interdites à la pêche pendant une année. Ainsi l'année 1888, entre le barrage d'empaquetage de la mairie de Raon-sur-Plaine et le premier barrage d'irrigation de la Morthe, à la limite communale avec Luvigny, n'autorise aucune capture.
Début septembre 1892, Emile Erckmann, habitant d'ordinaire Lunéville, est en villégiature à Raon-sur-Plaine. Il se rend à la mairie de Raon-sur-Plaine, suivant quelque 80 électeurs de la vallée, à la conférence du général Tricoche, député des Vosges. Le député encore sous le charme de la remontée de la vallée vient rencontrer opportunément les maires des communes amputées de Raon-sur-Plaine et de Raon-Lès-Leau, Paul Mathieu et Joseph Simon, ainsi que les électeurs vosgiens de la vallée, après avoir été invité à présider la remise de prix du concours de la société de tir d'Allarmont. L'instituteur du village, M. Pierrot a orné la salle de réunion de sapin et de drapeaux français et russes. Des salves d'artillerie marquent l'arrivée et le départ du député, ancien directeur d'artillerie.
Début août 1897, le projet de chemin de fer de Raon-L'Étape à Raon-sur-Plaine reçoit l'agrément du ministère de la guerre. Il s'agit d'une sorte de tramway sur route, financé par un consortium d'intérêt privé, notamment industriel.
Le flux touristique est impressionnant en bonne saison, l'hôtel Velleda construit avant 1896 sous le Haut Donon juste après le col, accueille pour la facilité d'accès à divers points de vue incomparables sur l'Alsace et les Vosges, les visiteurs bourgeois de toutes les nationalités. Il figure sur les cartes postales de la Belle Époque. La cascade de la Crache, située en zone annexée, à plusieurs centaines de mètres au-delà de la frontière franco-allemande, reste le site d'eau pittoresque du Donon, référencé par Alban Fournier ou Adolphe Garnier. Elle est facilement accessible par un réseau de chemins, bénéficie de passerelles en bois surplombantes, pour que le promeneur puisse l'admirer aux moments des grandes eaux. Et évidemment les auberges connaissent un âge d'or à Raon-sur-Plaine et à Raon-Lès-Leau. En 1902, le photo-club nancéien organise pour ses adhérents la remontée de la vallée de Celles, avec deux arrêts ou pauses imposées, Raon-L'Étape et Raon-sur-Plaine, le dimanche 2 août 1902.
L'excursion annuelle de la Pentecôte, prévue en mai 1898 pour l'école professionnelle de l'Est en sciences appliqués, industrie et commerce, et ses 250 élèves internes de Nancy, prévoit un coucher à Raon-sur-Plaine, après une arrivée matinale par chemin de fer à Baccarat, une marche à pied longeant le cours de Meurthe jusqu'à Raon-L'Étape, une visite et découverte de cette dernière "porte des Vosges", une promenade jusqu'à Celles où s'effectue le dîner avant une lente remontée vers l'amont de la vallée. Le dimanche, après la messe à Raon-lès-Leau, l'ascension du Donon, suivie d'une descente vers le lac de la Maix, pour y prendre la collation du dîner, est au programme.
La vie agropastorale continue, avec ses aléas. Mardi 2 octobre 1900, vers trois heures du matin, le feu se répand dans les engrangements et écuries de la grande ferme de Glacimont, exploitée par le sieur Auguste Paxion, fermier. L'incendie épargne le massif corps de logis distant de 40 mètres, causant pour 17000 F de dommages dont 5000 F à la charge du propriétaire de l'immeuble détruit, le sieur Toussaint.
La maison Antoine, installée à Vécoux, décide d'installer en 1908 un atelier de tissage ultra-moderne, comptant sur une main d'œuvre raonnaise exempte de préjugés. La construction réalisée, Paul Antoine ouvre l'atelier textile en 1909, en s'abstenant de débaucher les personnel Cartier-Bresson de la vallée. L'usine est pillée entre 1914 et 1918.
En 1912, les besoins d'eaux forcent la commune à négocier un accord de captage d'eaux de sources sur le territoire allemand, la discussion est allègre, les deux parties maniant les deux langues, elle bénéficie d'un droit d'eau à condition d'abandonner sa taxe spécifique de péage sur les bois.
Si les laboureurs œuvrent communément au voiturage en forêt en morte saison, beaucoup de leurs enfants maîtrisant les attelages de trait, devenus adultes, tentent de pérenniser une entreprise de service de voiturage et de transport. Mais le métier reste dangereux, surtout si le cheval stressé est éloigné des silencieux espaces champêtres ou forestiers. Monsieur Vincent fils, voiturier à Raon-sur-Plaine, avait placé ses chevaux à l'écurie de l'hôtel de la Belle-Vallée. Voulant aller donner ses soins, le samedi 2 mai 1914, il reçut d'un de ses chevaux une violente ruade, le coup de pied fracturant gravement la région du bassin. Lundi 4 mai, l'agonisant est mort de ses blessures.

### XXesiècleaprès la Grande Guerre
Le 31 mars 1919, dans une lettre publique et diffusée par la presse, le conseil d'administration du chemin de fer de la vallée de Celles, qui a fait circuler le train d'avant-guerre avant la fin de l'année 1918, souhaite préserver la petite voie ferrée militaire allemande de 0,70 mètre construite entre Schirmeck et Raon-sur-Plaine et essaie de forcer la décision en affirmant s'en servir dès le 1er mai 1919. La promesse de maintien de la ligne, obtenue après l'Armistice, ne sera point tenue : la petite ligne pittoresque à voie étroite réunissant les versants des vallée de la Plaine et de la Bruche disparaît, les rails enlevés et vendus au poids malgré les protestations du conseil général des Vosges. Les espoirs d'une percée des Vosges de Raon-L'Etape à Schirmeck ne sont point éteints en avril 1921 : répondant aux démarches des élus du département, le ministère des régions libérés annonce allouer avec bienveillance le matériel et les fonds nécessaires à la reconstruction de la voie. Mais les études sont en cours et s'éternisent avec le raffinement de détails d'une bureaucratie technocratique.
Au sortir de la Grande Guerre, Paul Mathieu, maire expérimenté de Raon-sur-Plaine, est plein d'espoir. Il adresse une longue missive au président Poincaré, lui demandant une légitime restitution des forêts tant communales que domaniales et surtout, du Donon. Le refus net de retour en arrière brise les espérances des électeurs des deux communes spoliées. Les auberges et hôtel du Val d'Allarmont séduisent pourtant plus que jamais les touristes par leur cadre propret et rustique, et surtout la qualité de leurs spécialités culinaires. L'auberge Mathieu, marquée "Le Cheval Blanc" est réputée notamment pour ses pâtés vosgiens, ses truites de pays excellentes et ses gigues de chevreuils savoureuses.
Sur le plateau du Donon, une nécropole militaire a émergée avec ses croix blanches, la population des vallées de La Plaine et de la Bruche sont invités à communier dans une ferveur patriotique. Le 10 août 1924, une commémoration ravive la flamme patriotique de la jeunesse en célébrant l'anniversaire des combats d'août 1914 au col de Schirmeck. La manifestation républicaine animée par quatre sociétés de musique locales (Raon-sur-Plaine, Raon-Lès-Leau, Luvigny, La Neuveville-Lès-Raon) et trois groupes de gymnastique (Raon-sur-Plaine, La Neuveville-Lès-Raon, Raon-L'Etape) a été souhaitée par l'abbé Schaal, curé de Plaine responsable du cimetière militaire. Après avoir présenté la nécropole, il laisse ensuite la parole à Charles Sadoul, conseiller général du canton de Raon-L'Etape et Monsieur Pfister, représentant les anciens combattants de Barembach qui haranguent les vaillants chasseurs à pied du futur représentés par les jeunes gymnastes et musiciens. Louis Madelin, député des Vosges, se lance dans un grand discours où parcours de vie se mêle à l'histoire des combats. Il rappelle, en témoin, l'ampleur du conflit, décrivant la longue montée vers l'Alsace au chant de la sidi-Brahim du 21e BCP du commandant Rauch, rejoignant la 13e DI avec une vue d'ensemble du 14e corps d'armée. Et l'élan incomparable vers l'Alsace sœur à délivrer, la prise du Donon le 13 août, l'occupation du col le 14, la descente vers Saint-Blaise, la prise de la Haute vallée de la Bruche. Le discours aurait-il dû étouffer toute trace d'émotion lyrique du brillant député historien, car la défense allemande des forts de Mutzig bloque trivialement l'offensive, pulvérise le 20 août le front d'avancée déjà stoppé par une contre-offensive foudroyante, comme le député le concède à mi-mot. Rauch arque-bouté avec ses chasseurs au Petit-Donon le 21 août reçoit l'ordre de retraite vers la ligne de Meurthe, une retraite qu'il faut couvrir avec d'inévitables pertes humaines. Nulle conclusion sur cette avancée pour le panache et la gloire : ailleurs au sud des Vosges, les hauteurs conquises ont bien été gardées. Autres lieux autres histoires.
En 1926, Raon-sur-Plaine peut être décrit comme un centre d'excursion, à 431 m d'altitude, au centre d'une belle prairie au confluent de trois torrents qui forment la rivière Plaine. S'il s'agit d'un terminus de la ligne de tramway de la vallée de Celles, le franchissement du Donon vers Schirmeck s'effectue par un service régulier d'auto-car. Deux hôtels d'une trentaine de lits chacun, affichant des prix attractifs, sont mentionnés : l'hôtel du cheval blanc dite encore villa Alice, l'hôtel de la Gare, qui appartiennent respectivement à la veuve Paul Mathieu et à Paul Tixier.
La commune de Raon-sur-Plaine, à l'instar de ces voisines, s'adapte aux mutations rapides des loisirs au cours de l'entre-deux-guerres. Le tourisme populaire, parfois de proximité, est envahissant en fin de semaine. La section de Camping des Pingouins de Raon-L'Etape et Celles prévoit une excursion groupée le dimanche 15 juin 1930. Rendez-vous est donné à 7 h 15 en gare de la vallée de Celles par le chef de course, François Brajon. L'arrivée du train à 7 h 31 permet d'entrevoir une montée du Donon par le sentier de la forêt des Chaudes Roches à partir de 8 h 30. Le sommet atteint vers 11 h, le déjeuner est tiré du sac en forêt de Velleda, le début d'après-midi est consacré à la visite du cimetière militaire. Une descente paisible par les Minières et la cascade de la Crache ouvre vers le retour à Raon-sur-Plaine, de façon à monter dans le train de 18 h 12. Le terminus aval de la ligne, Raon-L'Étape, doit être atteint à 19 h 26.
En 1936, Raon-sur-Plaine atteint seulement 200 habitants, soit la moitié de sa population d'avant 1914. Il n'y a plus de douanes, d'industrie, et la population a vieilli lentement, et encore plus après le départ définitif de la fraction de population active au cours de la longue crise des années trente. Une prospection minière de dolomie permienne, avec un potentiel usage dans l'industrie sidérurgique lorraine, a échoué à proximité du village.
La fréquentation populaire des abords du Donon n'est pas facile à vivre pour les derniers cultivateurs de la vallée. Vols et dégradations, irrespects et incivilités en groupe sont monnaie courante dans l'entre-deux-guerres, surtout par une jeunesse livrée à elle-même lors des week-end. Un garçon boucher de Raon-L'Etape, M. B. âgé de 18 ans, veut démontrer à ces trois camarades qu'il n'a pas peur des abeilles. Aussitôt il renverse trois ruches, appartenant au cultivateur de Raon-sur-Plaine, Henri Noël âgé de 63 ans. Découvrant le forfait, la victime porte immédiatement plainte. L'enquête cerne les coupables. Les parents, après aveu de leur fils coupable, consentent à dédommager la victime à l'amiable, ce dernier renonçant alors aux poursuites.
La ligne d'autobus de Schirmeck à Raon-sur-Plaine est active au début de la Guerre initiée en 1939 et joue un rôle capital dans la haute vallée en connexion avec le train. La qualité du réseau de transport et la relative faiblesse des valeurs immobilières ou locatives expliquent un léger essor de résidence typique d'une banlieue ouvrière, alors qu'il n'y a plus d'usine au fond de la haute vallée. Au conseil Général des Vosges, lors de la seconde session ordinaire de 1939, les élus votent l'augmentation de crédit demandée pour le maintien de cette ligne d'autobus interdépartementale.
Le 24 novembre 1944, les deux communes à l'extrémité de la vallée recouverte par un manteau neigeux sont libérées. Jules Valentin, résistant et témoin de cette lente avancée alliée partie de Raon-L'Etape et de Badonvillers le 17 novembre, a laissé des écrits sur ce sujet, extraits de ses mémoires, il a été menuisier puis facteur à Luvigny et aux deux Raons, avant d'être maire de Raon-sur-Plaine.
En 1979, l'école-mairie dont la structure est inchangée, mis à part la façade imitant une devanture d'auberge supposée ancienne, n'accueille qu'une classe unique de quinze élèves, dont plusieurs jeunes enfants en maternelle.

## Politique et administration
| Période         | Période        | Identité                 | Étiquette | Qualité                          |
| --------------- | -------------- | ------------------------ | --------- | -------------------------------- |
| juin 1888       | 1921           | Paul Mathieu             |           | maire, aubergiste ou hôtelier    |
| vers 1922       | après 1924     | Jean-Baptiste Boulangeot |           | menuisier                        |
| avant 1926 (?)  | 1935 ?         | M. Mathieu               |           |                                  |
| avant mars 1936 | après 1936     | Emile Benay              |           | maire, patron carrier            |
|                 |                |                          |           |                                  |
|                 | après 1955     | Jacques Veccheidre       |           |                                  |
|                 | vers 1962      | Jules Valentin           |           |                                  |
| mars 1965       | mars 1983      | Jules Valentin           |           | Retraité des Postes              |
| mars 1983       | septembre 1985 | Roland Veccheidre        |           | Artisan                          |
| septembre 1985  | juin 1986      | Jules Valentin           |           | Retraité des Postes              |
| juin 1986       | juin 1995      | Jacques Lépine           |           | Général d'aviation en 2e section |
| juin 1995       | mars 2014      | Antoine Quirin           |           | Enseignant                       |
| mars 2014       | En cours       | Denis Henry              |           | ,                                |

### Budget et fiscalité 2022

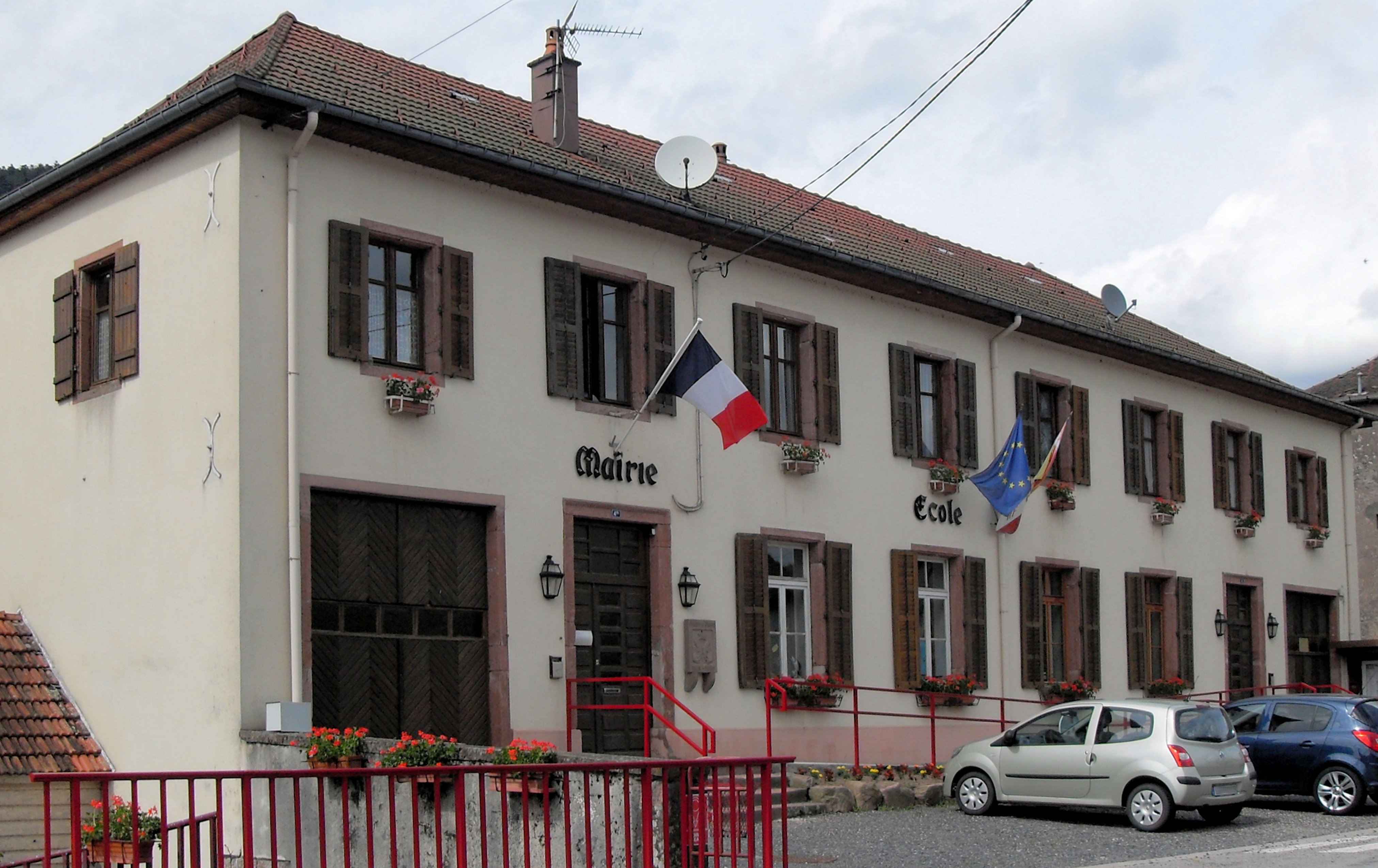
La mairie-école.

En 2022, le budget de la commune était constitué ainsi :
- total des produits de fonctionnement : 6 965 000 €, soit 1 098 € par habitant ;
- total des charges de fonctionnement : 6 603 000 €, soit 1 041 € par habitant ;
- total des ressources d'investissement : 2 900 000 €, soit 457 € par habitant ;
- total des emplois d'investissement : 2 952 000 €, soit 465 € par habitant ;
- endettement : 4 220 000 €, soit 665 € par habitant.

Avec les taux de fiscalité suivants :
- taxe d'habitation : 22,21 % ;
- taxe foncière sur les propriétés bâties : 40,70 % ;
- taxe foncière sur les propriétés non bâties : 36,79 % ;
- taxe additionnelle à la taxe foncière sur les propriétés non bâties : 0,00 % ;
- cotisation foncière des entreprises : 0,00 %.

Chiffres clés Revenus et pauvreté des ménages en 2021 : médiane en 2021 du revenu disponible, par unité de consommation : 20 970 €.

## Population et société

### Démographie

#### Évolution démographique
L'évolution du nombre d'habitants est connue à travers les recensements de la population effectués dans la commune depuis 1793. Pour les communes de moins de 10 000 habitants, une enquête de recensement portant sur toute la population est réalisée tous les cinq ans, les populations de référence des années intermédiaires étant quant à elles estimées par interpolation ou extrapolation. Pour la commune, le premier recensement exhaustif entrant dans le cadre du nouveau dispositif a été réalisé en 2007.

En 2022, la commune comptait 139 habitants, en évolution de −6,71 % par rapport à 2016 (Vosges : −2,96 %, France hors Mayotte : +2,11 %).
| 1793 | 1800 | 1806 | 1821 | 1831 | 1836 | 1841 | 1846 | 1856 |
| ---- | ---- | ---- | ---- | ---- | ---- | ---- | ---- | ---- |
| 520  | 483  | 493  | 628  | 631  | 648  | 695  | 686  | 618  |

| 1861 | 1866 | 1876 | 1881 | 1886 | 1891 | 1896 | 1901 | 1906 |
| ---- | ---- | ---- | ---- | ---- | ---- | ---- | ---- | ---- |
| 644  | 620  | 567  | 535  | 534  | 514  | 466  | 448  | 432  |

| 1911 | 1921 | 1926 | 1931 | 1936 | 1946 | 1954 | 1962 | 1968 |
| ---- | ---- | ---- | ---- | ---- | ---- | ---- | ---- | ---- |
| 428  | 412  | 399  | 359  | 284  | 240  | 222  | 194  | 168  |

| 1975 | 1982 | 1990 | 1999 | 2006 | 2007 | 2012 | 2017 | 2022 |
| ---- | ---- | ---- | ---- | ---- | ---- | ---- | ---- | ---- |
| 141  | 148  | 143  | 143  | 157  | 159  | 160  | 146  | 139  |

### Enseignement
Établissements d'enseignements :
- Écoles maternelles et primaires à Grandfontaine, Allarmont, Schirmeck, La Broque.
- Collèges à La Broque, Schirmeck, Raon l’Etape, Cirey-sur-Vezouze, Urmatt.
- Lycées à Schirmeck, Urmatt, Raon-l'Étape.

### Santé
Professionnels et établissements de santé :
- Médecins à Schirmeck, La Broque, Russ, Rothau, Celles-sur-Plaine.
- Pharmacies à Schirmeck, La Broque, Rothau, Celles-sur-Plaine.
- Hôpitaux à Schirmeck, La Broque, Rothau, Abreschviller, Badonviller, Senones.

### Cultes
- Culte catholique, Paroisse Saint-Luc de Raon-l'Étape[125], Diocèse de Saint-Dié.

## Économie

### Entreprises et commerces

#### Agriculture
- Sylviculture et autres activités forestières.
- Élevage d'ovins et de caprins.
- Élevage de vaches laitières.
- Élevage d'autres animaux.

#### Tourisme
- Hébergements et restauration à Belval, Saulxures, Grandfontaine, Abrechsviller, Plaine.

#### Commerces
- Commerces et services de proximité.

## Culture locale et patrimoine

### Lieux et monuments

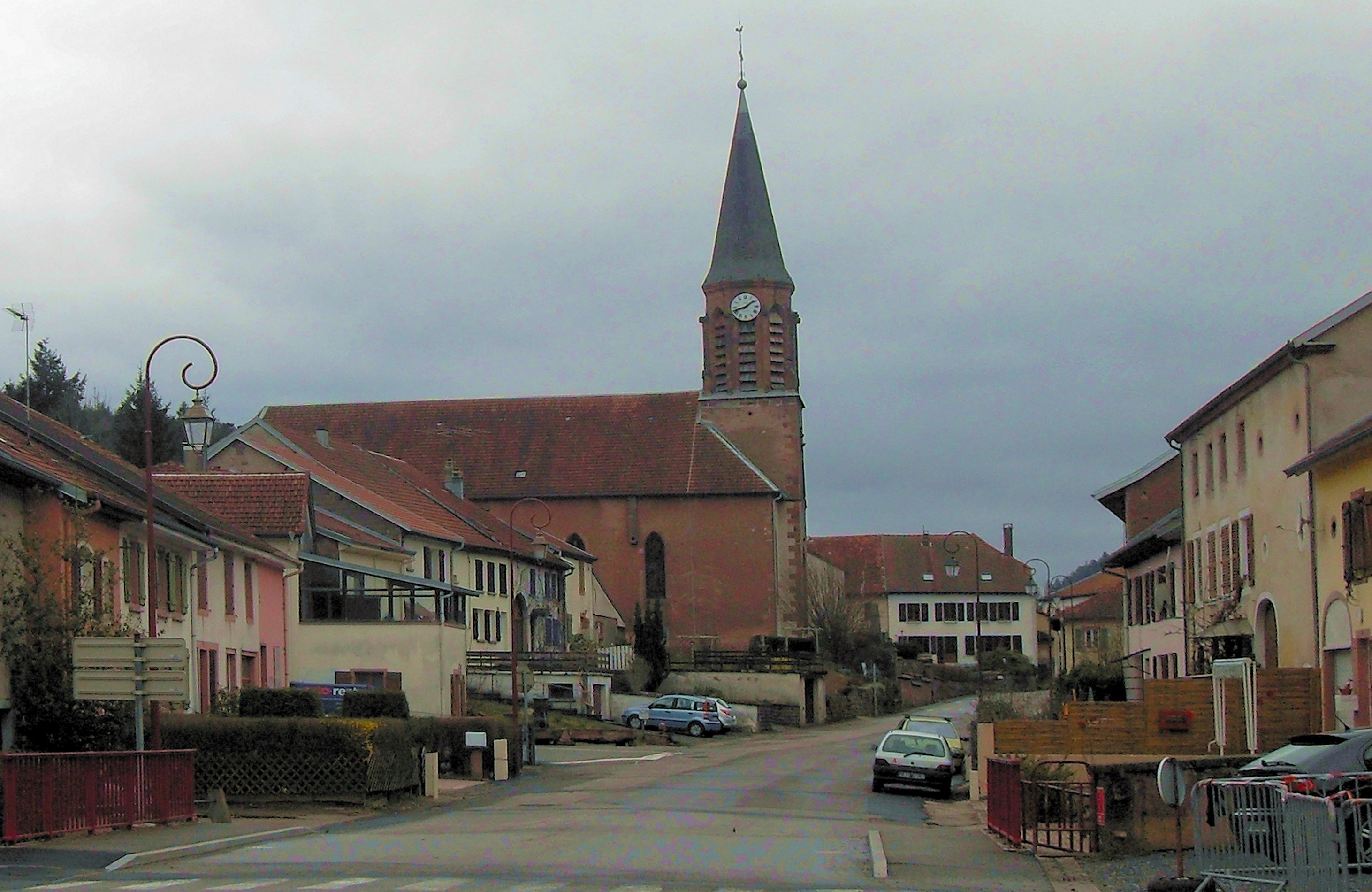
L'église Saint-Mansuy.
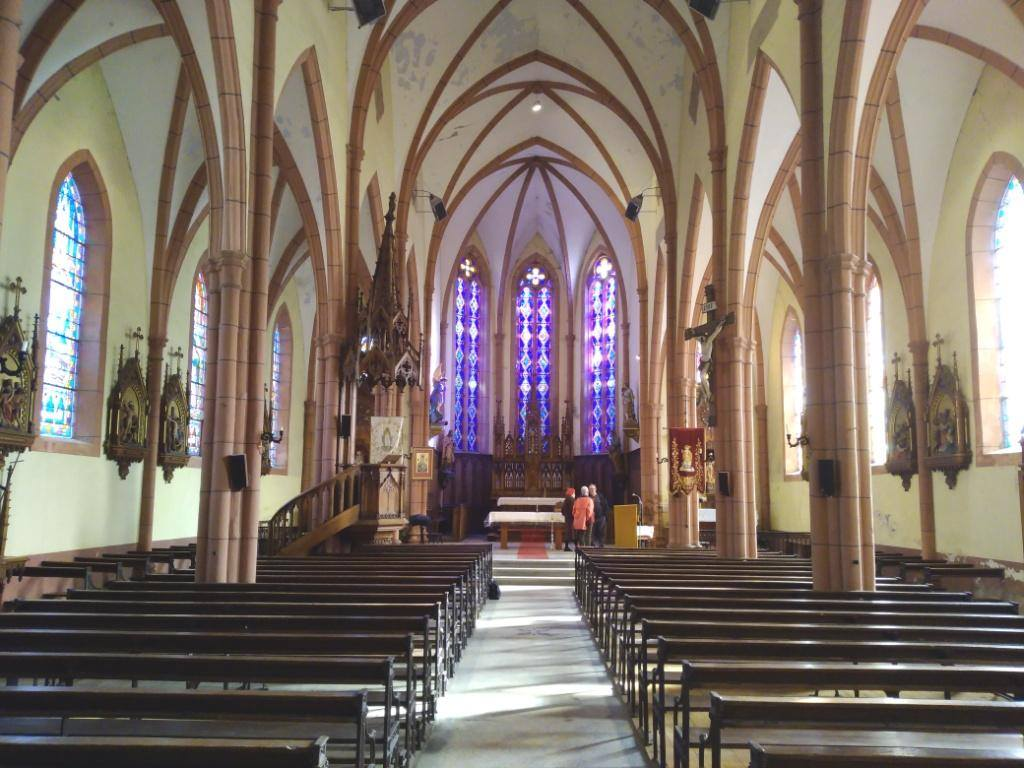
Intérieur de l'église Saint-Mansuy.
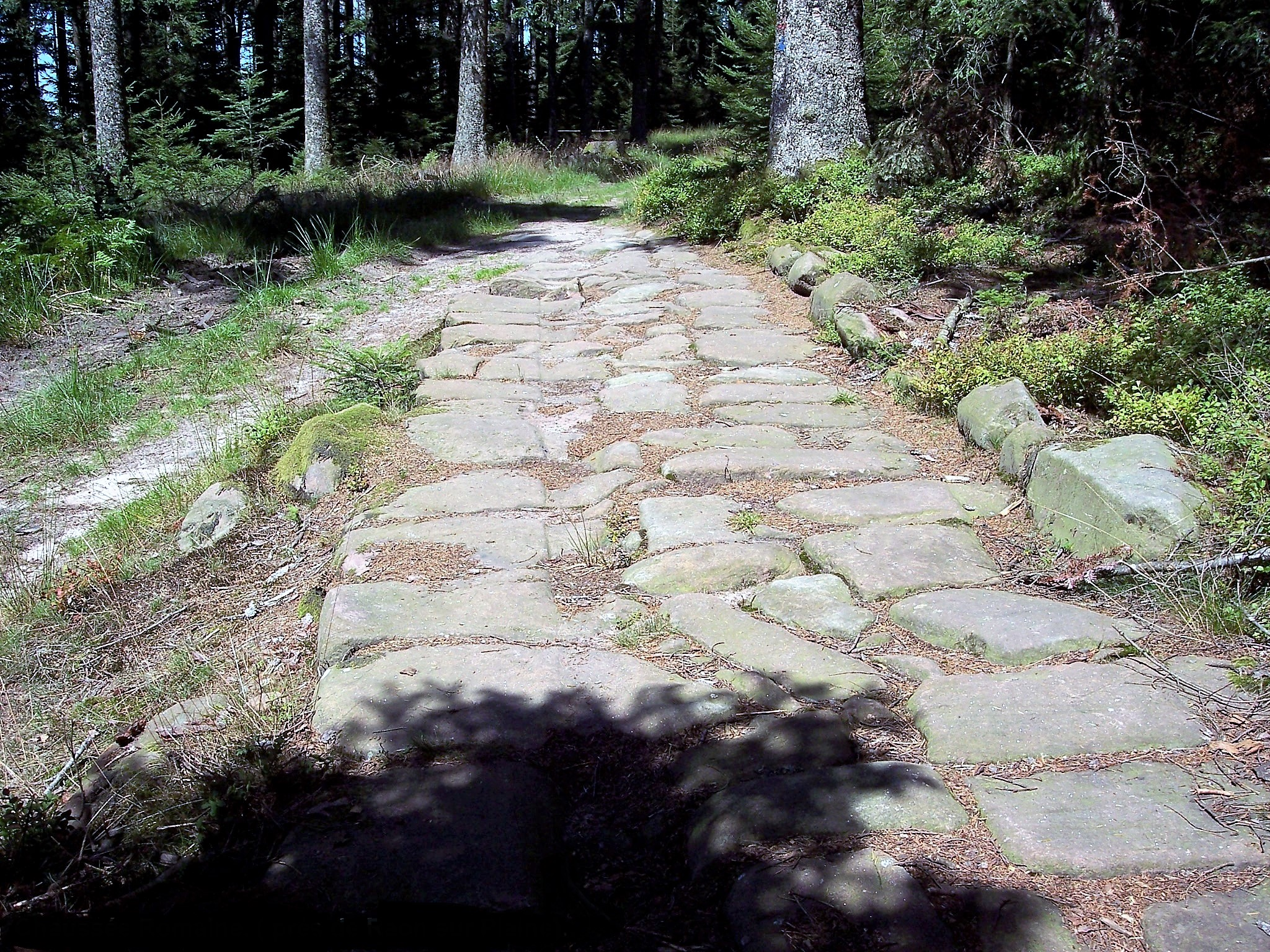
Chaussée Romaine.
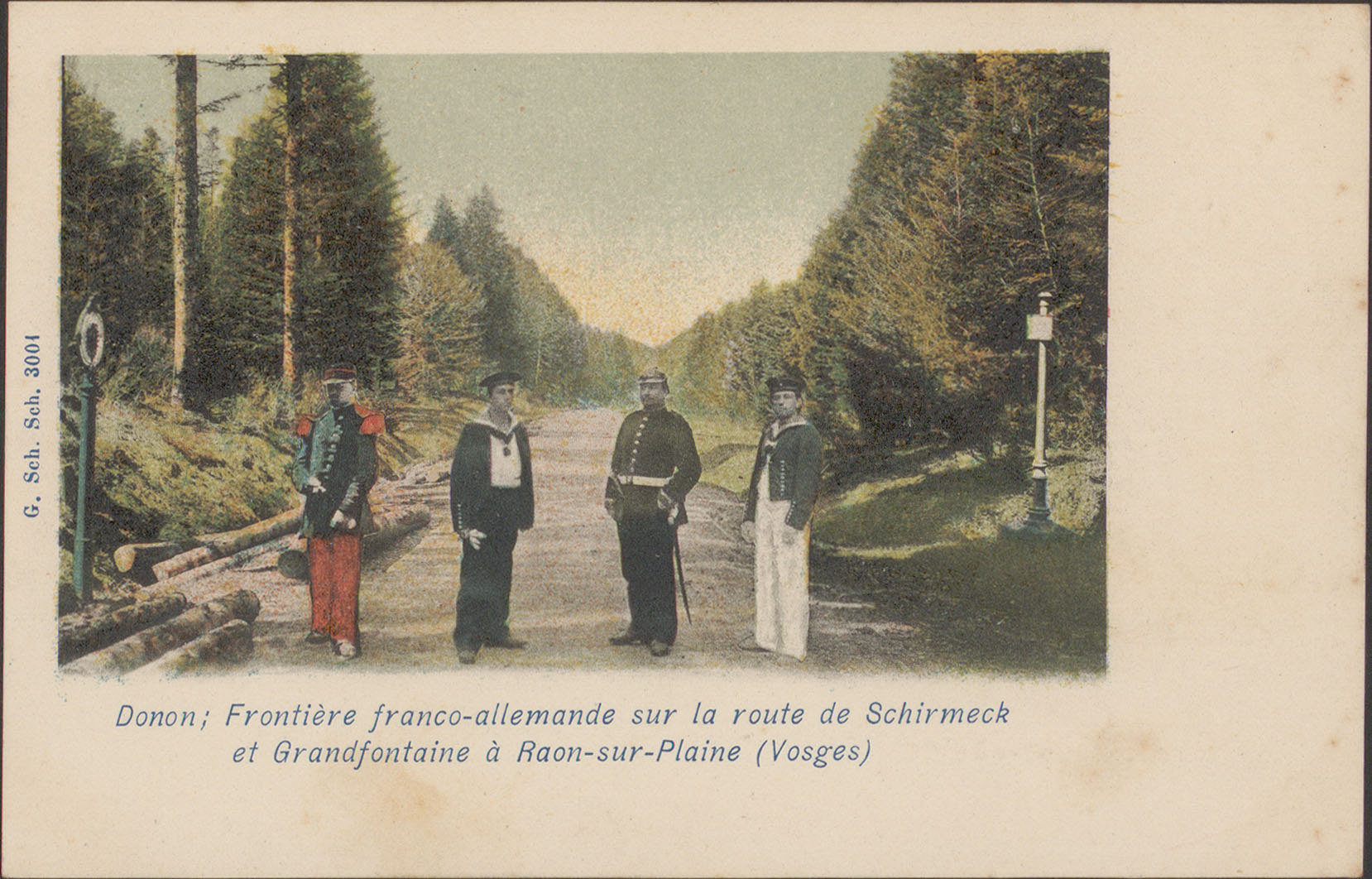
Frontière franco-allemande au Donon, entre Schirmeck et Raon-sur-Plaine, entre 1880 et 1945.

- Monument à la mémoire des Évadés de guerre et des Passeurs[126].
- Église saint Mansuy, construite en grès vosgien bâtie en 1859 par les habitants et leur curé[127],[128],[129].

Vitraux de Charles-François Champigneulle.
3 cloches remplacées en 1921.
4 cadrans d’horloge.
- Chaussée Romaine[131].
- Patrimoine architectural rural recensé par le service de l'Inventaire général du patrimoine culturel :

De nombreuses maisons typiquement vosgiennes.
Fermes,.
- Les roches de Bipierre (alt. 841 m, commune de Moussey) dans le massif forestier du Haut Moussey, au delà de la Corbeille, ancienne limite communale, et du col de Prayé[135].
- Bornes fontaines[136].

### Personnalités liées à la commune
- Alphonse Antoine (1890-1969), général de l’armée française, spécialiste des transmissions, résistant sous le pseudonyme de Dammartin et natif de Raon-sur-Plaine.
- Aimé Lebègue ou en graphie ancienne, Aimé le Bègue (-décédé le 17 juillet 1909 à Paris)[137]
- Paul Mathieu, maire de 1892 à 1902
- Abbé Brignon[138].

### Héraldique
| Blason de Raon-sur-Plaine | Blason  | De gueules à deux saumons d’argent adossés et cantonnés de quatre fleurs de lis de même. |
| Blason de Raon-sur-Plaine | Détails | Le blason ainsi composé rappelle que la commune appartînt à la principauté de Salm-Salm. |